# Chiesa dell'Autostrada del Sole
La chiesa di San Giovanni Battista, alle porte di Firenze, è chiamata anche chiesa dell'Autostrada del Sole per la sua collocazione all'incrocio fra l'autostrada del Sole e la A11 Firenze-Mare, o più semplicemente chiesa dell'autostrada. 
Nonostante questo appellativo, la chiesa non si trova in realtà all'interno dell'autostrada, ma all'esterno, molto vicina e ben visibile da entrambe le carreggiate.
Fu realizzata da Giovanni Michelucci tra il 1960 e il 1964. Si estende in un'oasi di seimila metri quadrati (metà dei quali coperti), appena fuori dal casello di Firenze Nord. Si trova amministrativamente nel comune di Campi Bisenzio, nella frazione di Limite; dal punto di vista ecclesiastico, la chiesa è una rettoria dipendente dalla pieve di Santo Stefano a Campi e fa parte del vicariato di Campi Bisenzio.

## Storia
La chiesa venne costruita per ricordare i numerosi caduti sul lavoro causati dalla costruzione dell'Autostrada del Sole. Il luogo venne scelto simbolicamente in quanto posto esattamente a metà strada tra Milano e Roma, le due città collegate dall'imponente infrastruttura.
L'incarico per la realizzazione della chiesa di San Giovanni Battista viene affidato a Giovanni Michelucci nel settembre del 1960, dopo che il precedente progetto dell'ingegnere Lamberto Stoppa era stato accantonato a causa dei giudizi negativi della Soprintendenza ai monumenti e dell'Istituto internazionale di arte liturgica, del quale all'epoca faceva parte l'architetto fiorentino Raffaello Fagnoni, che spinse per l'incarico a Michelucci.
Del primitivo progetto, l'architetto pistoiese eredita l'impianto - a pianta longitudinale con battistero distaccato - e parte delle fondazioni, all'epoca già realizzate (la posa della prima pietra era stata effettuata il 13 giugno del 1960), nonché il ricco corredo iconografico definito dall'Istituto di arte liturgica ed in buona parte già commissionato agli artisti. A tal fine Michelucci ipotizza la creazione di un ampio nartece, avente da una parte la funzione di introibo alla chiesa e dall'altra quella di galleria atta ad ospitare i grandi bassorilievi raffiguranti tutte le città italiane collegate dalla nuova autostrada.
Nel dicembre del 1960, l'impianto della chiesa è già completamente definito: all'aula a croce latina si giustappongono gli assi longitudinali del nartece galleria e del percorso di accesso al battistero. Il progetto di massima di Michelucci è pronto nella primavera del 1961: in questa fase alcuni punti sono già compiutamente definiti (rapporto tra tessitura muraria in pietra e copertura in rame, connessione battistero - nartece, campanile - traliccio a sviluppo orizzontale) mentre altri necessitano di un ulteriore approfondimento, come ad esempio i pilastri di sostegno e la struttura della copertura. Relativamente ai primi, Michelucci immagina pilastri molto più esili di quelli poi realizzati (complice l'ipotesi di una copertura a struttura metallica), riguardo al tetto, invece, numerose sono le varianti proposte: per la chiesa ad esempio un insieme di cupole dal sapore orientale, per la galleria una copertura a carena di nave, per il battistero il tetto coclide.
Per giungere alla definizione volumetrica del modello definitivo di copertura, Michelucci ricorre all'ausilio di plastici in creta e bronzo: si fa progressivamente strada la soluzione della copertura - tenda a sezione iperbolica, con apice in corrispondenza dell'altare maggiore, sul cui dorso si articola un percorso ascensionale verso la croce, evidente richiamo al Golgota. Più difficile risulta la scelta del materiale e delle tecniche costruttive: in un primo momento l'architetto ipotizza, in collaborazione con l'ingegnere Giacomo Spotti, una copertura con struttura in ferro, presto abbandonata a vantaggio del cemento armato.
I lavori, affidati alla ditta Lambertini, iniziano nel luglio del 1961 e la necessità di palificazioni rende impossibile il riutilizzo delle preesistenti fondazioni: sin dall'inizio si verificano ritardi nei tempi, dovuti in parte alla complessità dell'opera, e contrasti tra Michelucci e l'ingegnere Tagliaventi, sostituito per il calcolo delle fondazioni dall'ingegnere Baulina.
È soltanto con l'affidamento del calcolo delle strutture in alzato all'architetto Enzo Vannucci (gennaio 1962) che l'edificio trova finalmente il suo volto definitivo: le murature di pietrame divengono portanti, alla stessa stregua dei pilastri che si ingrossano notevolmente sino ad assumere le fattezze di alberi, mentre la copertura in conglomerato precompresso assume l'aspetto di una vela adagiata sulle strutture portanti. Se si escludono tali varianti per i pilastri e la copertura, i disegni esecutivi sono assai vicini al progetto di massima: uniche differenze rilevanti la collocazione del traliccio orizzontale per le campane e l'eliminazione del percorso sulla copertura.
Nei primi mesi del 1962 si alzano i muri dell'edificio; durante l'estate è completata la struttura al rustico del battistero ed i muri della chiesa raggiungono l'altezza di una decina di metri. L'involucro murario è finalmente completato nella primavera del 1963. Le finiture e la sistemazione interna richiedono più tempo del previsto, fatto che comporta un'inevitabile lievitazione dei prezzi; la chiesa è finalmente inaugurata nell'aprile del 1964.
Assai complessa risulta per Michelucci, che rifiuta ogni messaggio di monumentalità, la sintesi tra apparato decorativo e organismo architettonico: grazie alla mobilitazione di un gruppo di artisti ed intellettuali capeggiati da Bruno Zevi, la commissione liturgica accetta l'eliminazione di nove tele di Sciltian, che avrebbero irrevocabilmente alterato la nuda plasticità dei muri in pietra.

## Descrizione

### Area della chiesa
La chiesa è situata nella piana ad ovest di Firenze, in territorio comunale di Campi Bisenzio, in un'area in origine agricola ed oggi caratterizzata da numerose attrezzature a carattere produttivo e amministrativo. Essa si eleva - con un volume di forte impatto plastico che evita qualunque confronto con le architetture circostanti - in adiacenza del nastro dell'autostrada del Sole, fatto questo che accresce nel viaggiatore l'impressione che la chiesa si connoti come una tenda in prossimità di una sorta di pista per ininterrotte e meccanizzate carovane. Le relazioni dell'architettura michelucciana con il territorio circostante si sono profondamente modificate dagli anni sessanta ad oggi: se immutate risultano le coordinate d'inquadramento - piana con colline circostanti, nastro autostradale, casa colonica nelle vicinanze con ampi appezzamenti a colture intensive - numerose infrastrutture (dalla pista dell'aeroporto con i suoi impianti, sino al limitrofo edificio amministrativo delle Autostrade ed alla vicina zona commerciale dell'Osmannoro) si sono inserite sino a ridurre progressivamente quel carattere rurale che tanto peso ha avuto nella progettazione della chiesa, sostituendovi un'immagine di città come conurbazione di episodi anonimi, incapaci di dialogare l'uno con l'altro. In tale alterato contesto, il volume della chiesa sembra aver perso parte dell'originaria forza, inghiottito in un tessuto che, anziché farla emergere, ne attenua le valenze segniche e simboliche.
Il complesso è inserito in un lotto verde, costellato da ulivi, caratterizzato da una pendenza variabile, elemento sfruttato dallo stesso progettista per realizzare un percorso esterno atto a conoscere e scoprire l'articolazione volumetrica della chiesa ed i suoi episodi plastici e scultorei.

### Esterno
La chiesa presenta un impianto planimetrico e volumetrico estremamente articolato, che ripropone con forte impatto plastico il tema anagogico della nave (l'arca), della montagna (il calvario) e dell'albero (l'orto del Getsemani e l'albero della vita); il tutto trascritto in un lessico che sembra rifuggire qualunque formalismo, compiacimento estetico, velleità monumentale, alla ricerca di un messaggio dal chiaro senso etico: come lo stesso progettista ricorda "la perfezione stilistica, l'invenzione o la purezza strutturale non hanno avuto per me mai alcun interesse. Anzi quello che più mi ha convinto e convince in un'opera sono le "rotture", i segni dell'arrestarsi improvviso di un pensiero per il profilarsi alla mente di nuove possibilità, di nuove strade da percorrere".
L'impianto è caratterizzato da tre diversi corpi giustapposti, distribuiti longitudinalmente secondo l'asse est-ovest: procedendo da meridione, la galleria battesimale conclusa ad ovest dal corpo del battistero ad andamento curvilineo, il nartece o galleria delle città d'Italia, a pianta rettangolare, ed infine il corpo della chiesa vera e propria, con aula a pianta a croce latina articolata: frapposti tra i tre diversi ambienti, due piccoli giardini con ulivi, anch'essi a sviluppo longitudinale, aventi la doppia funzione di dare luce agli spazi adiacenti e di conferire un ritmo più pacato al percorso della galleria. Tale articolazione planimetrica è riscontrabile anche in alzato, grazie all'uso, dinamico e drammatico al contempo, della copertura, fortemente verticalizzata in corrispondenza dell'aula (tanto da formare una cuspide, con ampia cesura e contrafforte di contro ventatura, al di sopra dell'altare maggiore), assai più contenuta, in altezza e pendenza, e assai meno articolata nel disegno, al di sopra del nartece e della galleria delle città (semplice copertura ad una falda inclinata).
L'articolazione volumetrica è connotata all'esterno da un primo livello, basamento dal contorno sinuoso in bozze di pietra rosa di San Giuliano scalpellate a mano, nel quale si aprono piccole finestre e feritoie, evidente richiamo alla luce delle chiese romaniche, e gli accessi alla chiesa: il principale, sul fronte est, è costituito da un sagrato con cippo commemorativo il cui introibo, protetto da una muratura con feritoie, è caratterizzato da un'ampia tettoia in cemento armato, sorta di imbuto dal quale, attraverso il bel portale in bronzo ed ottone (opera di Pericle Fazzini gettata in fusione da Lorenzo Michelucci, raffigurante il passaggio del Mar Rosso ed il viaggio dei Magi) si accede alla galleria, mentre sul fronte est si apre l'ingresso alla galleria battesimale (porta in bronzo opera di Giovanni Pirrone, raffigurante episodi della Genesi) e su quello nord quelli alla Via Crucis (porta in bronzo di Antonio Biggi raffigurante San Cristoforo e San Rocco) ed alla sagrestia (porta in bronzo di Luigi Venturini raffigurante Santa Francesca Romana e San Francesco di Paola).
Un secondo livello, in parte in bozze di pietra in parte in cemento faccia vista, conduce sino alla superficie corrugata della copertura, rivestita in lastre di rame: in tale tessuto murario si ritagliano le piccole feritoie che illuminano i due altari minori e, sul fronte nord, la grande superficie vetrata decorata (opera di Marcello Avenali in vetro e ferro, raffigurante San Giovanni Battista) corrispondente all'altare maggiore: da tale continuità emergono inoltre i segni orizzontali dei tralicci del campanile e verticali dei contrafforti in cemento armato, che a stento sembrano ancorare a terra la grande massa della vela di copertura. Un percorso su diverse quote rende possibile la fruizione continua dell'involucro murario nei suoi molteplici episodi plastici.
Nella notte fra il 4 e 5 marzo 2015 una parte della copertura del tetto è stata spazzata via delle forti raffiche di vento che hanno investito la Provincia di Firenze e la Toscana.

### Interno
L'interno presenta, come l'esterno, la struttura composta dal basamento in pietra, la muratura e il solaio in cemento in tutti gli ambienti: nella galleria la scansione longitudinale è contrassegnata da una teoria di cinque pannelli in cemento su cui sono posti, su ambedue i fronti, dieci bassorilievi in bronzo che rappresentano i santi protettori delle città attraversate dall'Autostrada del Sole (opere di Emilio Greco e Venanzo Crocetti quelli sul verso) ai quali corrispondono sul solaio altrettanti travi ricalate in cemento dal profilo osteomorfo: sul fondo un percorso sopraelevato, arricchito da un bassorilievo a tessere vitree (opera di Bruno Saetti raffigurante gli Angeli), collega la chiesa con il battistero e segnala l'ingresso all'aula, a cui si accede attraverso un andito rialzato rispetto alla quota della galleria, caratterizzato da un'acquasantiera in pietra e da una cancellata in bronzo (opera di Giovanni D'Aloisio con stemmi di papa Giovanni XXIII e dell'arcivescovo di Firenze Ermenegildo Florit).
L'aula ha una pianta a croce latina qualificata, sui lati est e nord, da un deambulatorio fungente da galleria della Via Crucis, il quale, si inserisce in corrispondenza del presbiterio, nell'altare maggiore e nella sagrestia, rialzata rispetto alla quota del pavimento: la disposizione dell'altare maggiore secondo l'asse nord-sud, così come quella dell'ingresso lievemente disassato rispetto all'altare, è il risultato del consapevole ribaltamento operato dall'architetto rispetto ai tradizionali spazi liturgici a sviluppo longitudinale, volendo con ciò ribadire la centralità dell'elemento generatore dello spazio come del culto, sottolineata dal disegno coclide del pavimento: agli estremi dell'asse longitudinale sono collocati altri due altari, sorta di cappelle su cui la luce cade con notevole compostezza, dedicati quello ad est alla Vergine (mosaico a tessere vitree opera di Luigi Montanarini) e quello ad ovest al crocifisso (scultura in bronzo di Jorio Vivarelli, fusa a Pistoia nelle fonderie Michelucci).
Lo spazio interno è animato da una fitta schiera di pilastri albero in cemento, caratterizzati da una base massiccia che va rastremandosi ed articolandosi verso la grande "tenda", pure in cemento: su tale spazio si proietta il matroneo, con solaio a sbalzo e parapetto, nel quale è situato un secondo spazio liturgico destinato ai matrimoni ("altare degli sposi" con sovrastante scultura in pietra arenaria di Angelo Biancini raffigurante le Nozze di Cana). Dalla cappella del crocifisso una scala a chiocciola in cemento conduce al livello superiore della cantoria, mentre un percorso più articolato, e quasi nascosto agli occhi del visitatore, conduce, passando per la galleria, al battistero: questo spazio è caratterizzato da un percorso a spirale che partendo dal centro ipogeo segnato dal fonte battesimale (monolite in granito rosso della Scandinavia, con coperchio in bronzo di Enrico Manfrini raffigurante l'Arca di Noè, la Crocifissione e la Resurrezione) conduce, accompagnato dalla muratura in pietra in cui è collocata in una piccola nicchia una statua in bronzo di San Giovanni Battista, ad un ballatoio superiore: tale percorso si conclude, dopo essersi affacciato sul giardinetto, con l'uscita sul fronte est.
Tutti gli ambienti sono caratterizzati dall'estrema raffinatezza delle finiture e dalla qualità della lavorazione del materiale lapideo: per quanto riguarda i pavimenti, nella galleria sono in pietra lucidata di colore grigio, a moduli rettangolari; nell'aula sono di colore viola, del tipo "rosa del campo", con disegno ad andamento concentrico e giunti in piombo; nel battistero sono in pietra di Lido, di colore grigio dorato, con disegno a moduli concentrici.
L'originario valore cromatico del rapporto tra il beige rosato della muratura in pietra ed il marrone omogeneo del rame è oggi assi mutato, sebbene questa trasformazione abbia un carattere di organicità e naturalità probabilmente già intuito da Michelucci: il marrone della copertura si è trasformato, a seguito dell'ossidazione del rame, in un verde-grigio, diffondesi successivamente tramite progressive colature sulla sottostante muratura, che dà oggi l'impressione di essere parzialmente rivestita di muschio.

### Organo a canne
Nella chiesa si trova un organo a canne della ditta Tamburini, costruito nel 1963 con il numero di opera 468 ed ampliato nel 1970 col numero 606; originariamente a due manuali e 22 registri, attualmente ne ha 43.
Lo strumento si articola in due corpi: quello corrispondente al nucleo originario si trova a pavimento alle spalle della parete posta dietro il presbiterio; il secondo, frutto dell'ampliamento del 1970, si trova sulla cantoria sul lato opposto all'altare; ivi si trova anche la consolle, indipendente, che dispone di tre manuali e pedale, con i registri, gli accoppiamenti, le unioni e gli annullamenti a placchette a bilico con i nomi incisi poste su più file ai lati delle tastiere.

## Fortuna critica
(Robert Venturi)
Nella volontà di Michelucci, la chiesa doveva essere metafora di un incontro di culture e religioni diverse, parallelo a quello delle popolazioni in una strada. “Mi sono reso conto che una tale costruzione - disse quando accettò dalla Società Autostrade l'incarico - avrebbe potuto costituire, per se stessa, un luogo d'incontro tra uomini di ogni paese quando, provenuti da ogni parte del continente, percorse le nostre autostrade, sostano per una tappa quasi sempre inevitabile e necessaria, a Firenze”.
La chiesa ottiene, sin dalle prime fasi, un'attenzione e una notorietà inconsuete per un'architettura contemporanea. La schiera degli scettici o dei detrattori - per alcuni "architettura delirante" per altri non riuscita sintesi della dicotomia pietra rustica-basamento, rame-copertura, in quanto disattende l'attesa di un organismo assolutamente unitario, suggerita dagli schizzi e dai modelli - sembra sin dagli esordi assai ridotta rispetto alla quantità degli estimatori dell'opera: Ponti e Koenig (1964, 1968) la elevano a capolavoro assoluto dell'architettura del Novecento, seppur con diverse motivazioni, esaltandone il valore plastico e l'alto portato religioso; il primo ne loda la sapiente sintesi tra tecnologia e artigianato che la rendono ad un tempo antica e moderna, mentre il secondo ne sottolinea l'originalità e il vigore plastico di matrice espressionista, definendola la più importante opera architettonica italiana degli anni sessanta, sintesi spaziale estrema di spazio architettonico e scultoreo. 
Meno iperbolici, ma ugualmente positivi, risultano in generale i giudizi formulati tra gli anni sessanta e settanta: mentre Zevi (1964) da una parte riconosce all'edificio una forza profanatrice di ogni atteggiamento tradizionale - seppur sotto la dipendenza dall'effetto traumatico di Ronchamp e da quella vena espressionista che schiaccia e deforma lo spazio - e una percorrenza e fruibilità totali, e dall'altra ripropone in parte il dubbio di Portoghesi sulla non perfetta coerenza tra schizzi ed esecuzione, Figini (1964) offre una lettura ad ampio raggio dello spazio, cogliendone giustamente gli aspetti di "anarchia controllata" e problematicità spaziale nonché il riferimento agli elementi naturali, tema centrale della poetica michelucciana, rifiutando l'etichetta di "informale" o "esistenziale" per un'opera tanto complessa, oscillante fra l'eccesso, la ridondanza delle soluzioni spaziali e formali proposte e l'incontestabile forza del messaggio sacro. 
Molto interessante appare la definizione di Robert Venturi del 1978 che, nel correggere un suo giudizio espresso nel suo testo più importante in cui aveva definito l'opera pittoresca, aveva dichiarato: è un bellissimo insieme di luce, struttura e spazio.
A partire dagli anni ottanta, frapposto quel tempo necessario a sdrammatizzare e storicizzare i giudizi, la valutazione rimane più pacatamente positiva: mentre Cresti (1991) ne dà una lettura urbana, sottolineandone il valore dimensionale e l'impatto formale, Dal Co (1993) sottolinea l'alto senso etico del messaggio dell'architetto, indifferente ai clamori del tempo e fedele alla propria poetica, e Belluzzi (1986, p. 147) ne coglie tutta la forza di «un'opera d'eccezione, formalmente emergente, capace d'innescare un'identificazione collettiva». 
È stato inoltre sottolineato da alcuni critici il valore d'icona, di manifesto architettonico dell'opera "simbolo (suo malgrado?) dell’Italia motorizzata di massa degli anni '60. Se l'opera ha un difetto è quello di oscillare fra letture e significati eterogenei. La fluidità degli spazi interni, fatti per avvertire la radice naturalistica e vibrante, è impreziosita dai bei materiali e la realizzazione rivela, alla distanza, una superba qualità tecnica che contribuisce alla durata del mito".